# Kerkhof van Bottelare
Het Kerkhof van Bottelare is een gemeentelijke begraafplaats in het Belgische dorp Bottelare, een deelgemeente van Merelbeke. De begraafplaats ligt in het dorpscentrum rond de Sint-Annakerk. Op het kerkhof staat een herdenkingsmonument voor de slachtoffers van de Eerste Wereldoorlog. Voor de kerk ligt een perk met de graven van 30 oud-strijders van de Eerste Wereldoorlog en een perk met de graven van 26 oud-strijders van de Tweede Wereldoorlog.

## Brits oorlogsgraf
Op het kerkhof ligt het graf van de tweeëntwintigjarige Canadese onderluitenant William Albert Howden. Hij was piloot bij de Royal Air Force en sneuvelde op 9 november 1918. Zijn graf wordt onderhouden door de Commonwealth War Graves Commission en is er genoteerd als Bottelare Churchyard.